# Simon Catterall

Simon Marcus Catterall (nacido en 1964) es un físico estadounidense en la Universidad de Siracusa. Su investigación se centra en la física de altas energías, particularmente la teoría de campos en el retículo.
Fue elegido Miembro de la Sociedad Estadounidense de Física en 2016 por sus "numerosas contribuciones importantes a la física computacional y la teoría de campos en el retículo a través de estudios sobre gravedad, technicolor y especialmente la formulación de teorías de campos supersimétricas en el retículo".